# Anisomerinidius scalptus
Anisomerinidius scalptus là một loài bọ cánh cứng trong họ Rhynchitidae. Loài này được Gyllenhal miêu tả khoa học năm 1839.